# Klier

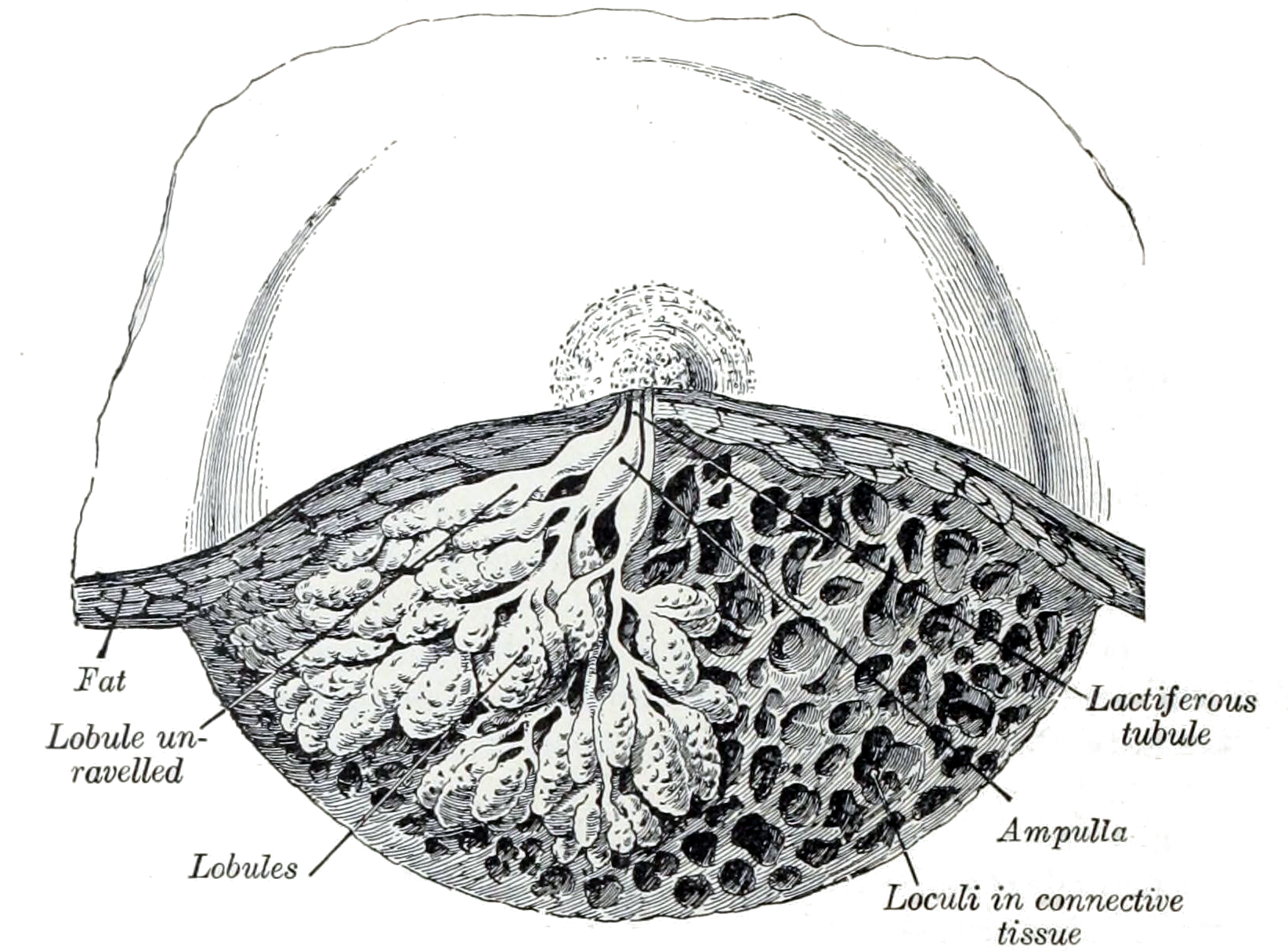
Melkklier in de borst

Een klier is een orgaan dat het produceren of transporteren van bepaalde stoffen als functie heeft. Klieren komen voor bij veel meercellige organismen, zoals bij dieren en bij planten.

## Planten

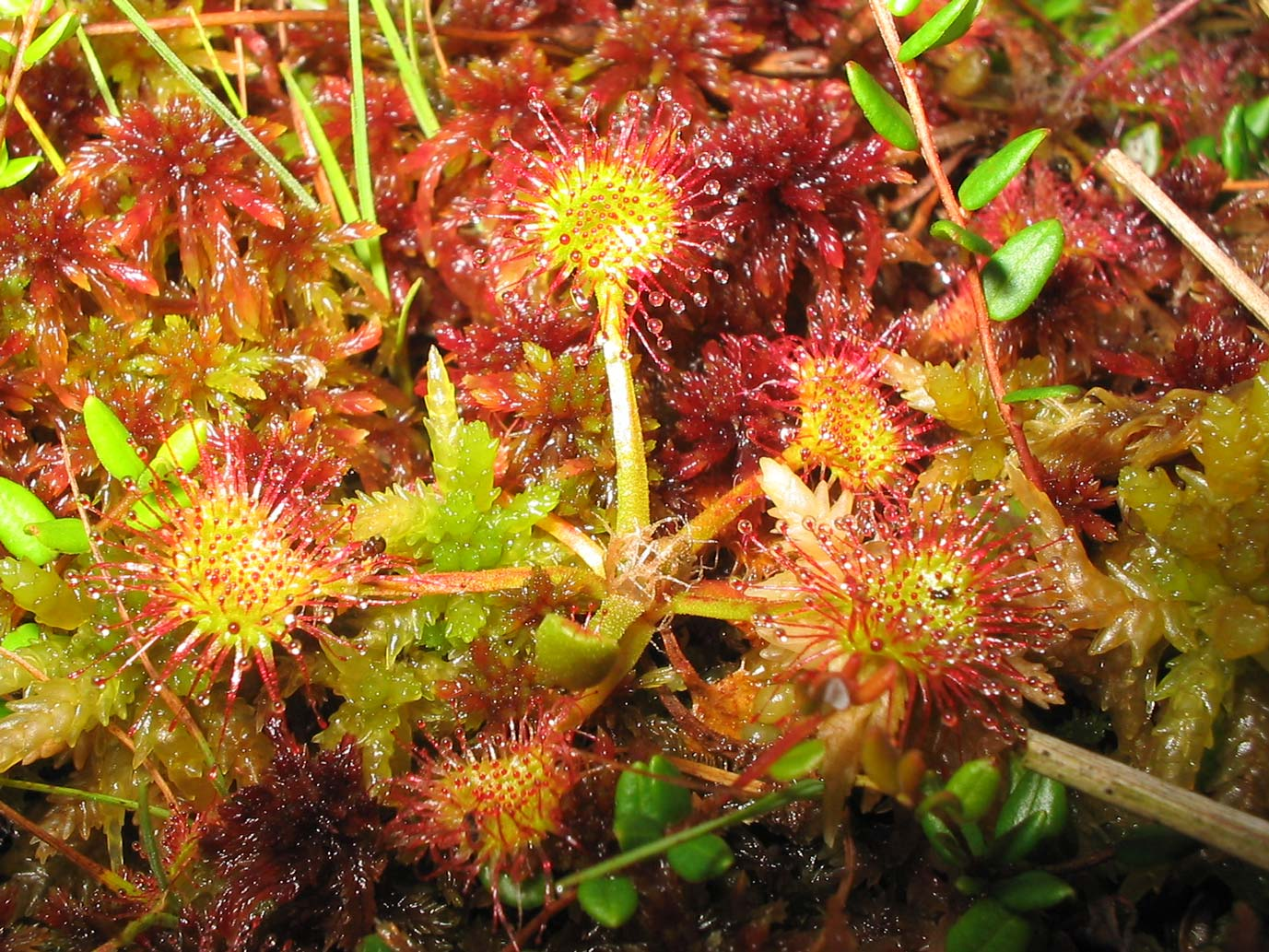
Ronde zonnedauw met klieren op het blad.

Planten hebben klieren vaak in de vorm van haarvormige uitgroeisels van de epidermis.
Een klierhaar kan bestaan uit een enkele cel maar kan ook meerdere cellagen hebben en verschillende vormen hebben, zoals bij borstelharen, sterharen, knieharen, kandelaarharen en schubharen.

## Dieren
Klieren bij dieren worden onderscheiden in:
- endocriene klieren zijn de klieren met interne secretie. Endocriene klieren geven hun product direct af aan het bloed of andere organen binnen in het lichaam.
- exocriene klieren zijn de klieren met externe secretie. Exocriene klieren geven hun product af door middel van een buisje naar buiten of aan een holte in het lichaam.

Een combinatie hiervan komt ook voor, de endo-exocriene klieren.

### Interne secretie, endocriene klieren
Endocriene klieren zijn:
- de hypofyse, een kleine maar belangrijke en gecompliceerde klier gelegen in de hersenen. Deze klier produceert een scala aan hormonen die veel veranderingen in het lichaam regelt. Zelfs de menselijke stemming hangt deels af van de stoffen die deze klier produceert, of juist niet.
- de schildklier.
- de bijnieren.

### Externe secretie, exocriene klieren
Er zijn drie soorten exocriene klieren:
- eccriene klieren (merocrien) scheiden stoffen af die in de kliercel gemaakt worden, waarbij de kliercel heel blijft:
  - speekselklieren liggen in de mond en produceren speeksel;
  - traanklieren bevinden zich boven de ogen en produceren traanvocht;
  - kleine zweetklieren liggen in de huid en produceren zweet;
- apocriene klieren scheiden stoffen af waarbij een deel van de cel wordt afgescheiden:
  - grote zweetklieren in de oksel;
  - melkklieren geven bij zoogdieren melk af via de tepel;
  - oorsmeerklieren;
- holocriene klieren scheiden stoffen af waarbij de hele cel verloren gaat (en mee zal worden uitgescheiden):
  - talgklieren.

### Endo-exocriene klieren
Endo-exocriene klieren zijn:
- de alvleesklier, deze produceert insuline, glucagon en somatostatine die aan het bloed worden afgegeven, maar ook sap met inactieve spijsverteringsenzymen;
- geslachtsklieren;
- klierharen bij planten.

Verder wordt er ook nog een onderscheid gemaakt op basis van de soort secretie die plaatsvindt. 
Zo bestaat er Merocriene, Apocriene en Holocriene secretie.
|  |  |  |  |

## Overdrachtelijk
- De uitroep "klier!" is een metafoor om iemand uit te schelden, vergelijkbaar met het scheldwoord "etter(bak)". Van oorsprong is "klier" een niet onheuse connotatie van iemand die (te) voelbaar aanwezig is, net zoals overdadige zweetklieren stank in kleding veroorzaken.